# شميشة الشافعي
شميشة الشافعي (مواليد 1969، درب السلطان، الدار البيضاء) مقدمة برامج مغربية برعت وتألقت من خلال إعداد وتقديم برنامجي الطبخ المغربي والعربي «شهيوات مع شميشة» و«شهيوات بلادي». برنامج الهرم وبرنامج الناس والبيئة بالقناة الأولى المغربية. كما قدمت برامج طبخ على قناة كويزين تي في الفرنسية، وأصدرت العديد من كتب الطبخ باللغتين العربية والفرنسية.

## مسيرتها
تنحدر من إقليم سيدي حجاج التابع لمنطقة سطات. أم لطفل، تزوجت في سن 18 ربيعا. حصلت على دبلوم في الإشهار والتسويق والاتصال درست دراسة علمية، تخصص كيمياء بدايتها المهنية كانت كعارضة ببرنامج الكلمة الصحية باللغة الفرنسية على القناة الثانية مع الإعلامي والمنتج محمد رمزي. اشتغلت في شركة «كوروم» سنة 1992 عملت في الإنتاج، وعملت في خلق وإبداع ملابس الأفلام، عملت في ازدواجية الأصوات (الدبلجة) من خلال الإعلانات. مثلت في سلسلة سيت كوم بعنوان «سفيان» مع الممثل رشيد الوالي.
تقوم شميشة عبر برامجها «شهيوات مع شميشة»، و«شهيوات بلادي» بجولات في مختلف مناطق المغرب، لتقدم أطباقا مغربية أصيلة تنطق بتميز وبخصوصية كل منطقة، دون إغفال بعض الوصفات العصرية التي تمزج بين ما هو عصري منفتح على الثقافات الأخرى وما هو أصيل يكاد لا يكون إلا في تلك المناطق.
حصلت شميشة مؤخرا على شهادة تقدير ومنحة للدراسة، بأكاديمية الطبخ الفرنسية "cordon bleu" وذلك خلال انعقاد مؤتمر «غورمي فويز» حول فنون الطبخ بمدينة كان الفرنسية. وقد شارك في المؤتمر العديد من البلدان الأوروبية والأمريكية وحتى الآسيوية، وشميشة كانت هي المشاركة العربية الوحيدة التي تمثل المغرب وكل العرب.[بحاجة لمصدر]

## نشاطات
- عملت في الإنتاج، وعملت في خلق وإبداع ملابس الأفلام،[5]
- عملت في ازدواجية الأصوات (الدبلجة)[5]
- مثلت في سلسلة سيت كوم «سفيان»[5]

## هوامش ومصادر
1. ↑   https://www.choumicha.ma/page/presentation-fr.html. اطلع عليه بتاريخ 2019-10-03. {{استشهاد ويب}}: |url= بحاجة لعنوان (مساعدة) والوسيط |title= غير موجود أو فارغ (من ويكي بيانات) (مساعدة)
2. ↑   https://www.choumicha.ma/page/presentation-fr.html. {{استشهاد ويب}}: |url= بحاجة لعنوان (مساعدة) والوسيط |title= غير موجود أو فارغ (من ويكي بيانات) (مساعدة)
3. 1 2 3  Guide du Cinéma et de l'Audiovisuel marocain Edition 2001/2002 (بالفرنسية والإنجليزية), centre cinématographique marocain, 2001, QID:Q132774629
4. ↑  السيرة الذاتية - الموقع الرسمي لشميشة - الطبخ المغربي نسخة محفوظة 03 يوليو 2017 على موقع واي باك مشين.
5. 1 2 3  بلوك بلادي، مذيعات مغربيات نسخة محفوظة 23 أغسطس 2011 على موقع واي باك مشين.